# Charles de Gaulle (1948)
Charles Roger René Jacques de Gaulle (Digione, 25 settembre 1948) è un avvocato e politico francese.
Membro dell'UDF, del Movimento per la Francia e poi del Front National, è stato europarlamentare dal 1993 al 2004.

## Biografia

### Contesto famigliare
Charles de Gaulle è il figlio maggiore di Philippe de Gaulle e di sua moglie, Henriette de Montalembert. È nipote del generale de Gaulle, di cui porta il primo nome, e fratello di Jean, Pierre e Yves de Gaulle.
Nel 1978 sposò Dolores Porati (nata nel 1943 a Ituzaingó, Argentina), dalla quale ebbe due figli: Philippe (1980) ed Édouard (1981).
Laureato presso l'Istituto di studi politici di Parigi (sezione economia e finanza, classe 1970), ha esercitato la professione di avvocato presso il foro di Parigi dal 1971.

### Carriera politica
Membro dell'UDF, è stato consigliere regionale del Nord-Passo di Calais dal 1986 al 1992. È stato anche primo vicesindaco di Rueil-Malmaison (Hauts-de-Seine) dal 1989 al 1990.
È incluso nella lista guidata dall'ex presidente della Repubblica Valéry Giscard d'Estaing alle elezioni europee del 1989. Dopo le dimissioni seguite alle elezioni legislative del 1993, entrò al Parlamento europeo.
Alle elezioni europee del 1994 viene eletto nella lista del Movimento per la Francia (MPF) guidata da Philippe de Villiers; Questo partito si oppone a una visione federale dell'Unione europea e alla futura moneta unica.
A partire dal 1998 si avvicina al Front National, presieduto da Jean-Marie Le Pen: non vota per la revoca dell'immunità di quest'ultimo come europarlamentare, si candida poi nelle liste del FN alle elezioni europee del 1999 - al termine delle quali viene rieletto - e alle elezioni comunali del 2001 a Parigi. L'appartenenza al partito di estrema destra è criticata dalla sua famiglia: così, 57 nipoti e pronipoti del generale pubblicarono una rubrica intitolata "no" sul quotidiano Le Monde il 19 maggio 1999.
Non ricandidato alle elezioni europee del 2004, abbandonò subito dopo la politica.